# 昌迪加尔政府博物馆和美术馆

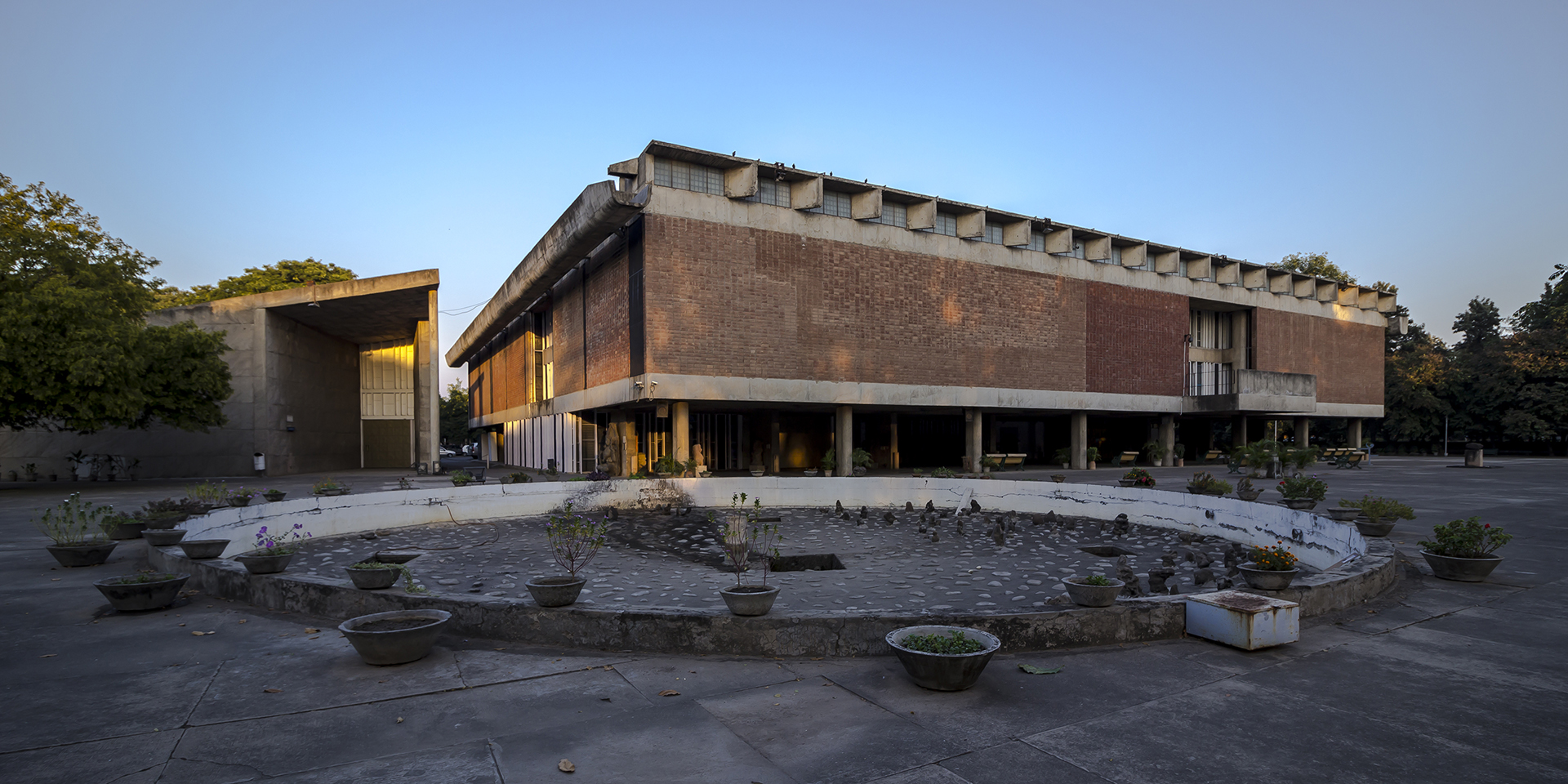

昌迪加尔政府博物馆和美术馆（Government Museum and Art Gallery, Chandigarh）是北印度的一家顶级博物馆，收藏健馱邏國雕塑、帕哈里和拉贾斯坦微型画。它是 1947年8月印巴分治的产物。在分治之前，艺术品、绘画和雕塑藏品收藏在当时的旁遮普邦首府拉合尔的中央博物馆。
分治后，收藏品在1948年4月10日分割。60%的藏品归属巴基斯坦，40%的藏品归属 印度。
1968年5月6日，博物馆由当时的昌迪加尔首席专员莫欣德·辛格·兰达瓦博士揭幕。

## 历史
政府博物馆和美术馆由瑞士出生的法国建筑师勒·柯布西耶和他的助理建筑师曼莫汉·纳特·夏尔马、皮埃尔·让内雷和希夫·杜特·夏尔马设计。 设计完成于1960-62年，兴建于1962-1967年。它是勒·科布西耶设计的三座博物馆之一，另外两座博物馆是艾哈迈达巴德的桑斯卡·肯德拉（Sanskar Kendra），以及东京的国立西洋美术馆。

## 建筑

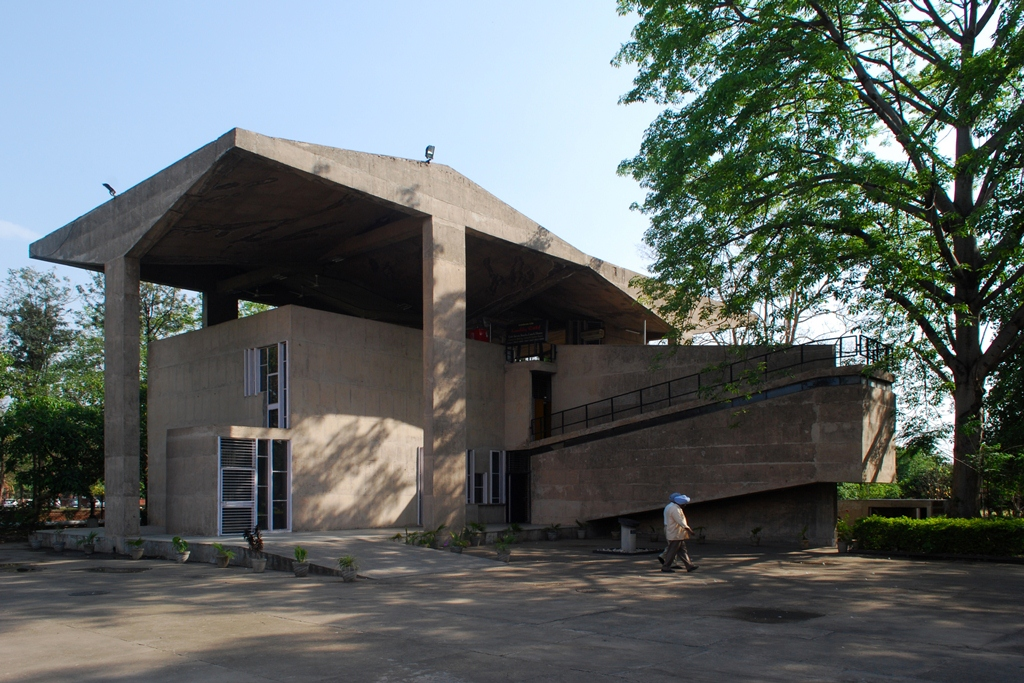
昌迪加尔建筑博物馆

博物馆开放时间为周二至周日上午10：00至下午4：40，周一和法定假日关闭。门票10卢比。学校团体和老年人提供免费入场。礼堂以较低的费用提供文化和教育活动，也是艺术家举办临时展览的展厅。

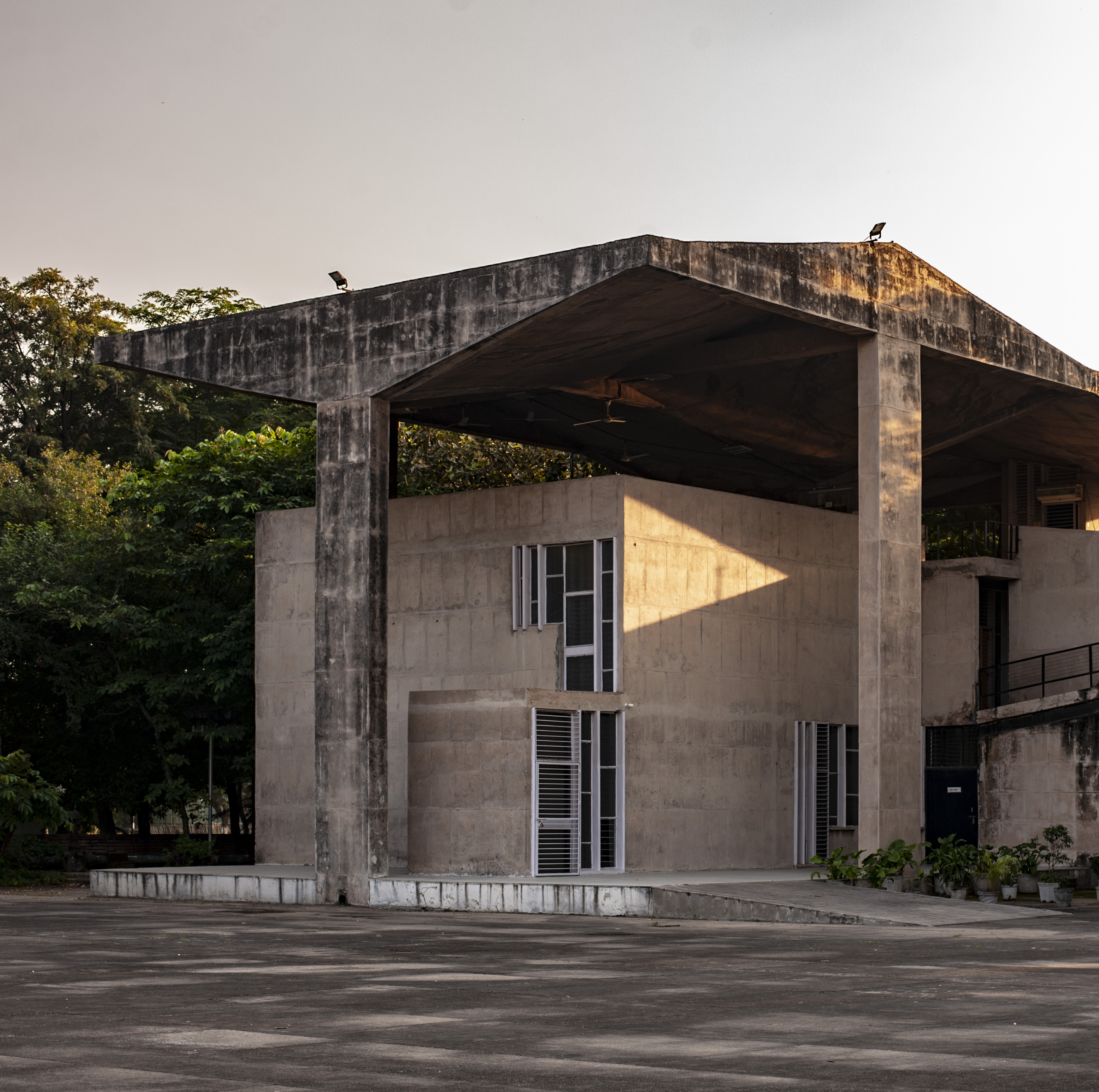
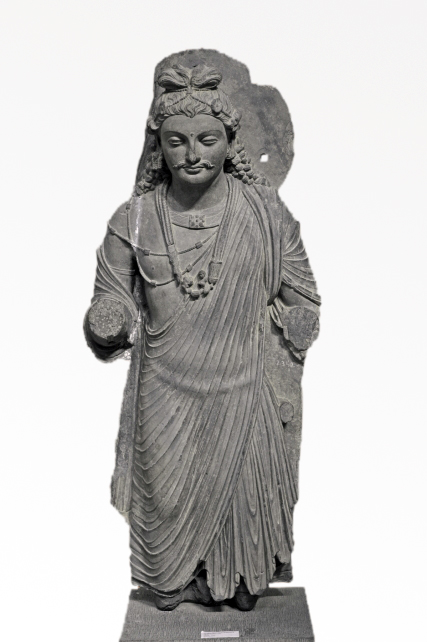
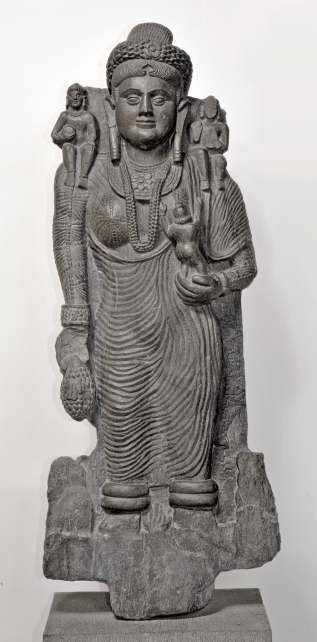
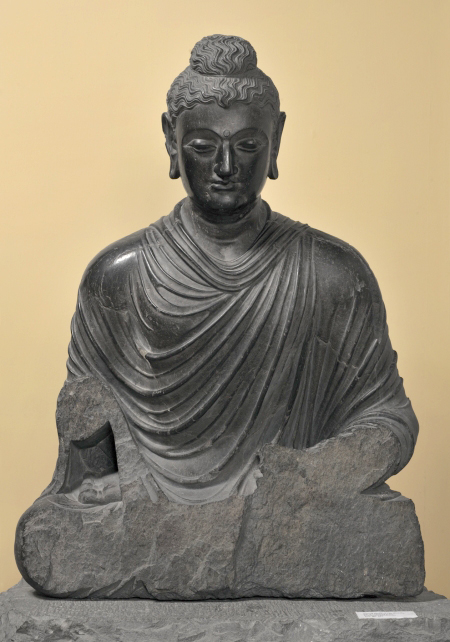
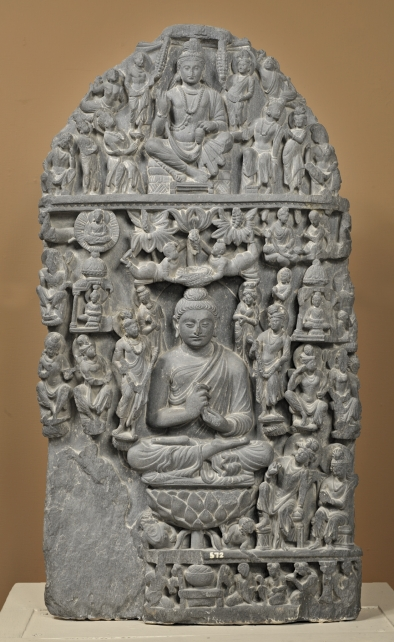